# Idaea ruptifascia
Idaea ruptifascia är en fjärilsart som beskrevs av W. Warren 1896. Idaea ruptifascia ingår i släktet Idaea och familjen mätare. Inga underarter finns listade i Catalogue of Life.